# Euphotische Zone
Die euphotische Zone (von Griechisch εὖ eu, „gut“, und φῶς phōs, Gen. φωτός phōtos „Licht“), auch euphotische Region, photische Zone oder auch photische Schicht genannt, ist definiert als die obere, lichtdurchflutete Schicht des Wassers in einem Meer oder Binnenstillgewässer, in der effektive Photosynthese möglich ist und somit einzellige Algen und Pflanzen wachsen und Sauerstoff produzieren können.
Mit der Tiefe nimmt das Licht so stark ab (durch Streuung und Absorption), dass mehr Energie durch die Atmung verbraucht wird, als durch Photosynthese produziert werden kann. Daher können Algen und Wasserpflanzen bereits in relativ geringer Tiefe nicht mehr leben, obwohl noch Restlicht vorhanden ist (dysphotische Zone).
Licht unterschiedlicher Wellenlänge wird nicht gleich stark gedämpft: Rotes Licht (ca. 650 nm) ist bereits in 10 m Tiefe nur noch mit 1 % vertreten, während blaues Licht (ca. 450 nm) am weitesten eindringt (in klarem Wasser bis in 150 m Tiefe). Wo auch das letzte Tageslicht verschwunden ist, beginnt die aphotische Zone.
In den sehr flachen Randbereichen eines Gewässers kann die photische Zone bis zum Gewässergrund reichen, im Freiwasserbereich befindet sie sich im oberen Teil des Epipelagials. Wie tief genau die photische Zone reicht, hängt von den Eigenschaften des jeweiligen Gewässers ab, vor allem vom Gehalt an Schwebstoffen (Suspensionsfracht). Dieser kann u. a. jahreszeitlich und in Abhängigkeit vom Wetter (insbesondere der Windstärke und damit der Tiefenwirkung der Wellenbewegungen) schwanken.